# روابط بین هم‌نیایان

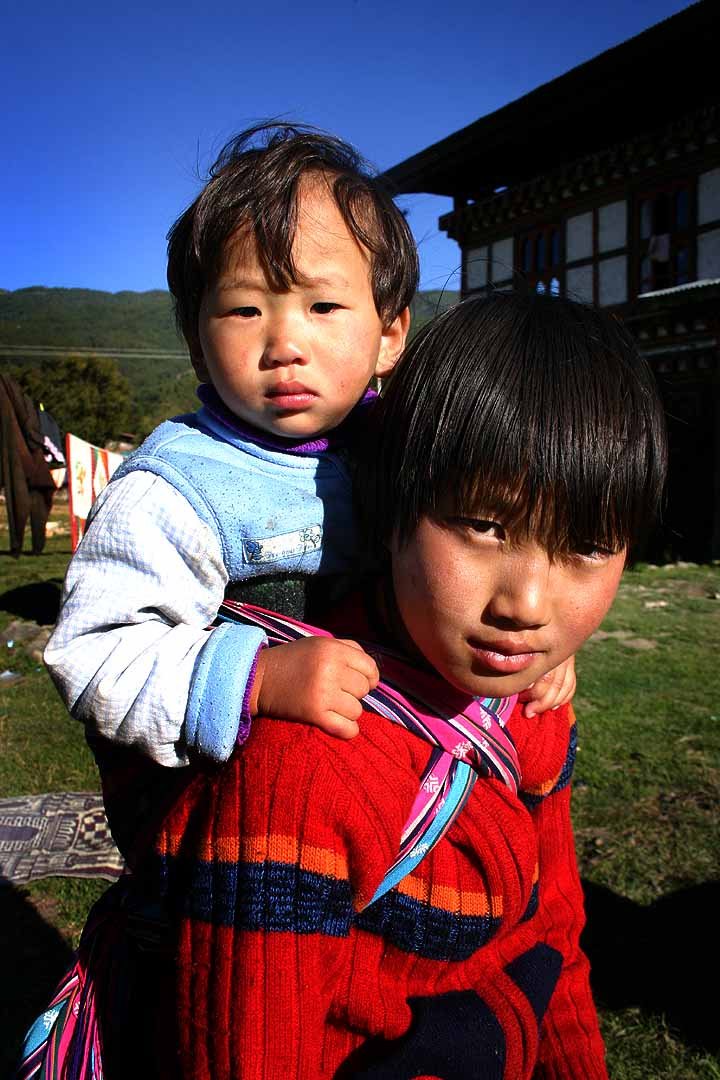
دو هم‌نیا در بوتان

هم‌نیایان (یا همشیره‌ها) نقش منحصر به فردی را در زندگی یکدیگر ایفا می‌کنند. این نقش شبیه‌ساز همراهی والدین و همچنین تأثیر و شبیه‌ساز کمک دوستان است. از آنجایی که هم‌نیایان اغلب در یک خانواده بزرگ می‌شوند، مانند سایر اعضای خانواده نزدیک، میزان زیادی در معرض یکدیگر قرار می‌گیرند. با این حال، اگرچه روابط بین هم‌نیایان می‌تواند دارای هر دو عنصر سلسله مراتبی و متقابل باشد، این رابطه نسبت به اعضای خانواده سایر نسل‌ها بیشتر متقارن و برابر است. علاوه بر این، روابط هم‌نیایی اغلب منعکس کننده شرایط کلی انسجام در یک خانواده است.
هم‌نیایان معمولاً در دوران کودکی خود زمان بیشتری را با یکدیگر می‌گذرانند تا با والدین یا هر کس دیگری. آنها به یکدیگر اعتماد دارند و به یکدیگر احترام می‌گذارند، بنابراین خیانت یکی از هم‌نیایان می‌تواند مشکلات جسمی، عاطفی و روحی را برای یک فرد ایجاد کند. روابط هم‌نیایی اغلب یکی از طولانی‌ترین روابط در زندگی افراد است.

## تفاوت‌های فرهنگی
محتوا و زمینه روابط هم‌نیایان بین فرهنگ‌ها متفاوت است. در فرهنگ‌های صنعتی، روابط هم‌نیایی معمولاً محتاطانه است. افراد تشویق می‌شوند که با برادران و خواهران خود در تماس و همکاری باشند، اما این یک اجبار نیست. گاهی اوقات به هم‌نیای بزرگ‌تر در این فرهنگ‌ها وظایفی داده می‌شود که مراقب هم‌نیای کوچک‌تر خود باشند، اما این فقط گاه به گاه است و والدین نقش اصلی مراقبت را بر عهده می‌گیرند. در مقابل، روابط نزدیک بین هم‌نیایان در فرهنگ‌های غیرصنعتی با هنجارهای فرهنگی قوی که باعث همکاری و نزدیکی بین هم‌نیایان می‌شود، اغلب الزامی است. در هند، رابطه بین برادر-خواهر آنقدر گرامی است که جشنواره ای به نام راکشا باندان (به انگلیسی:Raksha Bandhan) برای آنان برگزار می‌شود. در این جشن، خواهر یک دستبند بافته به برادر هدیه می‌دهد تا پیوند همیشگی خود را حتی زمانی که خانواده خود را بزرگ کرده‌اند را نشان دهند. این فرهنگ‌ها همچنین نقش‌های مراقبتی را به هم‌نیایان بزرگ‌تر تعمیم می‌دهند که انتظار می‌رود دائماً مراقب هم‌نیای کوچک‌تر باشند.

## در طی طول عمر

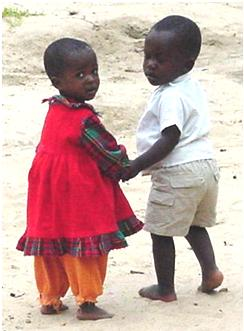
مراقبت از خواهر و برادر در یتیم خانه‌ای در زیمبابوه

### دوران نوزادی و کودکی
یک رابطه با معرفی دو هم‌نیا به یکدیگر آغاز می‌شود. هم‌نیایان بزرگتر اغلب در مقطعی از بارداری مادرشان از برادر یا خواهر کوچکترشان آگاه می‌شوند که ممکن است به تسهیل سازگاری کودک بزرگتر کمک کند و منجر به رابطه فوری بهتر با نوزاد شود. والدین نه تنها به نوزادان بلکه به فرزندان بزرگتر نیز توجه می‌کنند تا از رقابت‌های بینا هم‌نیایی خودداری کنند. تعاملاتی که می‌تواند به استعداد اجتماعی هم‌نیایان بزرگتر کمک کند، می‌تواند هم‌نیای کوچکتر را از نظر شناختی تحریک کند. هم‌نیاهای بزرگ‌تر حتی گفتارشان را طوری تطبیق می‌دهند که با درک زبانی ضعیف هم‌نیای کوچک‌تر سازگار باشد، درست مانند کاری که والدین با صحبت‌های خود با نوزادان انجام می‌دهند.
نظریه دلبستگی که برای توصیف رابطه یک نوزاد با یک مراقب اولیه استفاده می‌شود ممکن است برای هم‌نیایان نیز به کار رود. اگر نوزادی متوجه شود که هم‌نیا بزرگترش پاسخگو اوست و او را یک منبع آرامش بداند، ممکن است یک پیوند حمایتی بین آنان شکل بگیرد. برعکس، اگر هم‌نیای بزرگ‌تر به شیوه‌ای تهاجمی، غفلت‌آمیز یا در غیر این صورت منفی رفتار کند، ممکن است پیوند منفی شکل بگیرد. دلبستگی بینا هم‌نیایی در غیاب یک مراقب اصلی بیشتر می‌شود، زمانی که هم‌نیای کوچکتر باید برای امنیت و حمایت به هم‌نیای بزرگتر تکیه کند.
حتی با افزایش سن و رشد هم‌نیایان، روابط آنها از دوران نوزادی تا اواسط کودکی از ثبات قابل توجهی برخوردار است، که طی آن تعاملات مثبت و منفی از نظر فراوانی ثابت می‌ماند. با این حال، در این دوره زمانی تغییرات بزرگی برای هر دو هم‌نیا دیده می‌شود. با فرض اختلاف سنی فقط چند سال بین دو هم‌نیا، در این دوره زمانی معمولاً هم‌نیای بزرگتر مدرسه رفتن را شروع می‌کند، با همسالان خود ملاقات می‌کند و دوست پیدا می‌کند. این تغییر در محیط، هم دسترسی کودکان به یکدیگر را کاهش می‌دهد و هم وابستگی هم‌نیای بزرگ‌تر را به حمایت اجتماعی (که اکنون می‌تواند خارج از رابطه هم نیایش پیدا کند)، کاهش می‌دهد. وقتی هم‌نیای کوچک‌تر مدرسه را شروع می‌کند، هم‌نیای بزرگ‌تر ممکن است به او کمک کند تا به این واقعه عادت کند و در مورد مشکلات و تنش‌های جدیدی که با دانش‌آموز بودن به وجود می‌آید، به او توصیه کند. در عین حال، هم‌نیای بزرگتر نیز برای پاسخ به سؤالات و بحث در مورد موضوعاتی که ممکن است هم‌نیای کوچکتر با والدین خود برای به اشتراک گذاری احساس راحتی نکند، جایگزینی باشد.

### بلوغ
ماهیت روابط هم‌نیایی از کودکی تا نوجوانی تغییر می‌کند. در حالی که نوجوانان جوان اغلب از یکدیگر با محبت و گرما حمایت می‌کنند، این دوره رشد نیز با افزایش تنش و فاصله عاطفی مشخص می‌شود. با این حال، این تأثیر بر اساس جنسیت هم‌نیا متفاوت است. جفت‌های هم‌نیایی مختلط اغلب کاهش شدید صمیمیت را در دوران نوجوانی تجربه می‌کنند، در حالی که جفت‌های خواهر و برادری همجنس افزایش جزئی در صمیمیت را در اوایل نوجوانی و به دنبال آن کاهش جزئی را تجربه می‌کنند. در هر دو مورد، صمیمیت بار دیگر در دوران بزرگسالی افزایش می‌یابد. این روند ممکن است نتیجه افزایش تأکید بر روابط با همسالان در دوران نوجوانی باشد. اغلب، نوجوانان یک خانواده سبک‌های زندگی متفاوتی را اتخاذ می‌کنند که بیشتر به فاصله عاطفی بین یکدیگر موجب می‌شود.
هم‌نیایان ممکن است مانند همسالان بر یکدیگر تأثیر بگذارند، به ویژه در دوران نوجوانی. این روابط حتی ممکن است تأثیر روانی منفی نداشتن دوستان را جبران کند و ممکن است احساس ارزشمندی در افراد ایجاد کند. هم‌نیایان بزرگتر می‌توانند به‌طور مؤثر رفتار خوب را برای هم‌نیایان کوچکتر الگو کنند. برای مثال، شواهدی وجود دارد که نشان می‌دهد صحبت در مورد رابطه جنسی ایمن با هم‌نیا ممکن است به همان اندازه مؤثر باشد که با والدین است. برعکس، یک هم‌نیای بزرگتر ممکن است با الگوبرداری از یک سبک زندگی پیشرفته جنسی، رفتارهای جنسی پرخطر را تشویق کند و هم‌نیای کوچکتر والدینی که در نوجوانی باردار شده‌اند، بیشتر احتمال دارد که خودشان والدینی در سن نوجوانی شوند.
تحقیقات روی نوجوانان نشان می‌دهد که تأثیرات هم‌نیایان می‌تواند عملکردی سالم و سازگار در زندگی را ارتقا دهد در حالی که تعاملات منفی می‌تواند آسیب‌پذیری‌ها و رفتارهای مشکل‌ساز را افزایش دهد. تعاملات صمیمانه و مثبت بین هم‌نیایان منبع مهمی از حمایت برای نوجوانان است و می‌تواند باعث رشد رفتارهای اجتماعی شود. با این حال، زمانی که روابط هم‌نیایی با تعارض و پرخاشگری مشخص شود، می‌تواند بزهکاری و رفتار ضد اجتماعی را در بین همسالان ترویج کند.

### بزرگسالی و کهن‌سالی
وقتی هم‌نیایان به بزرگسالی می‌رسند به احتمال بیشتر دیگر در یک مکان زندگی نمی‌کنند و درگیر مشاغل، سرگرمی‌ها و علایق عاشقانه ای می‌شوند که در آنها اشتراکی ندارند؛ بنابراین به احتمال بیشتری آنها نمی‌توانند از این مساعل برای ارتباط با یکدیگر استفاده کنند. در این مرحله مشکلات مشترک هم‌نیایان در مدرسه و قرار گرفتن در صلاحیت و دید شدید والدین از بین می‌رود. علیرغم این عوامل، خواهر و برادرها اغلب تا بزرگسالی و حتی پیری رابطه خود را حفظ می‌کنند. نزدیکی روابط عامل بزرگی در حفظ ارتباط بین هم‌نیایان است. کسانی که نزدیکتر به یکدیگر زندگی می‌کنند، بیشتر به ملاقات یکدیگر می‌روند. علاوه بر این، جنسیت نیز نقش بسزایی در این مورد دارد. خواهران به احتمال زیاد ارتباط خود را با یکدیگر بیشتر حفظ می‌کنند و به دنبال آن زوج‌های با جنسیت مختلط در احتمال حفظ روابط بعدی قرار دارند. برادران کمترین احتمال را دارند که اغلب با یکدیگر تماس بگیرند.
ارتباط به ویژه زمانی که هم‌نیایان در نزدیکی یکدیگر زندگی نمی‌کنند بسیار مهم است. ارتباط ممکن است شخصاً، از طریق تلفن، از طریق پست، و با تعددی فزاینده، از طریق ارتباطات آنلاین مانند ایمیل و شبکه‌های اجتماعی صورت گیرد. اغلب، خواهر و برادر به‌طور غیرمستقیم از طریق والدین یا یکی از دوستان مشترک خویشاوند ارتباط برقرار می‌کنند. بین خواهر و برادرهای بزرگسال و مسن، مکالمات بیشتر بر اتفاقات خانوادگی و بازتاب‌های گذشته متمرکز است.
در بزرگسالی، هم‌نیایان هنوز نقشی شبیه به نقش دوستان دارند. دوستان و هم‌نیایان اغلب از نظر سنی مشابه هستند و هر گونه فاصله سنی در بزرگسالی کمتر قابل توجه به نظر می‌رسد. علاوه بر این، هر دو رابطه اغلب فطرتاً ماهیتی برابری طلبانه دارند، اگرچه بر خلاف روابط هم‌نیایی، دوستی‌ها داوطلبانه هستند. نقش‌های مشخص در هر رابطه نیز متفاوت است، به خصوص در مراحل بعدی زندگی. برای خواهر و برادرهای مسن، دوستان تمایل دارند به عنوان همراه عمل کنند در حالی که هم‌نیایان نقش محرمان را بازی می‌کنند.
ایجاد فرضیات بلندمدت در مورد روابط هم‌نیایی بزرگسال دشوار است، زیرا ممکن است در پاسخ به رویدادهای فردی یا زندگی مشترک به سرعت تغییر کند. ازدواج یک خواهر یا برادر ممکن است باعث تقویت یا تضعیف پیوند خواهر و برادر شود. همین امر را می‌توان در مورد تغییر مکان، تولد فرزند و بسیاری از رویدادهای زندگی دیگر نیز گفت. با این حال، طلاق یا بیوه شدن یک هم‌نیا یا مرگ یکی از اعضای نزدیک خانواده اغلب منجر به افزایش صمیمیت و حمایت هم‌نیایان می‌شود.

### سیستم و ساختار خانواده
روابط هم‌نیایی در سیستم خانواده مهم است. نظریه سیستم‌های خانواده (به انگلیسی:Family systems theory) کر و بوون، (به انگلیسی:1988 Kerr and Bowen) نظریه‌ای دربارهٔ رفتار انسانی است که واحد خانواده را به عنوان یک سیستم اجتماعی پیچیده تعریف می‌کند که در آن اعضا برای تأثیرگذاری بر رفتار یکدیگر تعامل دارند. این روابط بر رشد کودک، رفتار کودگ، و میزان حمایت از فرد درطول عمر خود تأثیر دارند. رشد کودک تحت تأثیر سیستم پویایی در نتیجه سیستم خانواده است. رابطه هم‌نیایان مهم‌ترین است، اما به اندازه دیگر روابط خانوادگی بر آن متمرکز نیست. در سیستم خانواده، همه نقش‌ها در میان هم‌نیایان یکسان یا مشترک نیستند. یک خواهر یا برادر بزرگتر را می‌توان در موقعیتی قرار داد که نقش والدینی را ایفا کند. این باعث می‌شود که هم‌نیای بزرگتر الگو و مراقب هم‌نیای کوچکتر باشند. تأثیر مثبتی بر رشد خواهر و برادر کوچکتر نیز ممکن است رخ دهد.

## رقابت بین همنیایان
رقابت هم‌نیایی، رابطه رقابتی یا خصومت بین هم‌نیایان را، (چه هم‌نیای خونی یا غیر خونی) توصیف می‌کند. اغلب رقابت نتیجه میل به توجه بیشتر والدین است. با این حال، حتی وظیفه‌شناس‌ترین والدین نیز می‌توانند انتظار داشته باشند که تا حدی شاهد رقابت هم‌نیایان در بازی باشند. کودکان به‌طور طبیعی نه تنها برای جلب توجه والدین بلکه برای دیده‌شدن در جهان با یکدیگر رقابت می‌کنند.
معمولاً هم‌نیایان در دوران کودکی بیشتر از زمانی که با والدینشان می‌گذرانند را با یکدیگر می‌گذرانند. پیوند بین هم‌نیایان اغلب پیچیده‌است و تحت تأثیر عواملی مانند رفتار والدین، ترتیب تولد، شخصیت و افراد و تجربیات خارج از خانواده است. به گفته «Sylvia Rimm»، روانشناس کودک، رقابت بین هم‌نیایان به ویژه زمانی که کودکان از نظر سنی و جنسیت بسیار نزدیک هستند، یا جایی که یکی از کودکان استعداد فکری دارد، شدیدتر می‌شود. رقابت خواهر و برادر شامل پرخاشگری و توهین به خصوص بین خواهر و برادرهای نزدیک به سن است.

### علل
هم‌نیایان ممکن است نسبت به یکدیگر حسادت کنند و نسبت به یکدیگر کینه داشته باشند. علل اصلی رقابت هم‌نیایان عبارتند از فقدان مهارت‌های اجتماعی، نگرانی در مورد انصاف‌داشتن، خلق و خوی فردی، نیازهای خاص، شیوه فرزندپروری، مهارت‌های حل تنش والدین و فرهنگ. در بسیاری از خانواده‌ها، فرزندان هم‌نیایان خود را در زمره دوستان خود قرار می‌دهند. اما همچنین معمول است که خواهر و برادر در یک روز دوستان خوبی باشند و روزی دیگر از یکدیگر متنفر باشند.
چیزهای زیادی وجود دارد که می‌تواند بر رقابت خواهر و برادر تأثیر بگذارد و آنرا شکل دهد. به گفته «Kyla Boyse» از دانشگاه میشیگان، هر کودک در یک خانواده برای تعیین اینکه چگونه فردی هستند و برای نشان دادن تفاوت و جدایی خود از هم‌نیایانش، رقابت می‌کند. کودکان ممکن است احساس کنند که توجه، نظم و انضباط و پاسخگویی والدین خود را نابرابر دریافت می‌کنند. کودکان در خانواده‌هایی که درک نمی‌کنند که دعوا راه قابل قبولی برای حل تنش نیست و راه‌های جایگزینی برای رسیدگی به این تعارض‌ها وجود ندارد، بیشتر دعوا می‌کنند. استرس در زندگی والدین و فرزندان می‌تواند باعث ایجاد تنش بیشتر و افزایش رقابت بین هم‌نیایان شود.

#### دیدگاه روانکاوی
زیگموند فروید رابطه خواهر و برادری را گسترش عقده ادیپ می‌دانست، جایی که برادران برای جلب توجه مادرشان و خواهران برای توجه پدرشان در رقابت بودند. به عنوان مثال، در مورد «هانس کوچولو Little Hans»، فروید فرض کرد که ترس پسر جوان از اسب با حسادت خواهر نوزادش و همچنین تمایل پسر برای جایگزینی پدرش به عنوان همسر مادرش مرتبط است. این دیدگاه تا حد زیادی توسط تحقیقات مدرن بی‌اعتبار شده‌است.

### فهرست کتاب‌ها
- Bank, Stephen P.; Kahn, Michael D. (1982-06-10). Sibling Bond (به انگلیسی). Basic Books. ISBN 978-0-465-07818-9.
- Caffaro, J.; Conn-Caffaro, A. (1998), Sibling Abuse Trauma Assessment and Intervention Strategies for Children, Families, and Adults.
- Reinisch, June Machover (1990). The Kinsey Institute new report on sex: What you must know to be sexually literate (به انگلیسی). Ruth Beasley. New York: St. Martin's Press. ISBN 978-0-312-05268-3. OCLC 22117510.

### مراجع عمومی
- Santrock, J.W. (2007). A Topical Approach to Life-Span Development. New York, NY: McGraw-Hill Companies, Inc.